# Ernst Schirlitz
Ernst Schirlitz (født 7. september 1893 i Christburg, Preussen, død 27. november 1978 i Lyksborg) var en tysk marineofficer med en lang karriere under begge verdenskrige.
Under 1. verdenskrig var han bl.a. stationeret på luftskibsbasen i Tønder som 1. officer på luftskibene L 7 og  L 20 og overlevede nødlanding og internering i både Norge og England.
I mellemkrigstiden og under 2. verdenskrig gjorde han karriere som stabschef for til slut med rang af viceadmiral, at være fæstningskommandant i la Rochelle ved den franske Atlanterhavskyst.

## Ungdom
Ernst Schirlitz var søn af præsten Bruno Schirlitz i Christburg (polsk:Dzierzgoń) og tog studentereksamen i Elbing (polsk:Elbląg).
Byerne lå dengang i Prøjsen, men ligger nu i Polen, sydøst for Gdańsk.
Han blev 1912 søkadet indenfor den Kaiserliche Marine og var på den lette krydser SMS Hertha, men skiftede efter 1. verdenskrigs udbrud til afdelingen for marineluftskibe.

## Stationeret i Tønder 5. september 1915
Fra 5. september til 16. november 1915 tjente Schirlitz som 1. officer (Wach-Offizier) for kaptajnløjtnant og kommandant Franz Stabbert på Luftskib L 7 på 20 ture med rekognosceringer og var i hele perioden stationeret på luftskibsbasen i Tønder
Den 29. december 1915 overtog Stabbert og Schirlitz i stedet L 20, som var det første luftskib i zeppelin Q-klassen, forlænget med 15 meter. De ankom 18. januar 1916 til Tønder, men overflyttedes 21. februar 1916 til basen i Seddin ved byen Stolp (polsk:Słupsk) i det daværende Bagpommern, inden de igen 6. april 1916 stationeredes i Tønder.
L 20 fløj i alt 16 ture, hvoraf de 6 var rekognosceringer og de 2 bombetogter mod Storbritannien.

## Nødlanding i Norge 3. maj 1916
Natten mellem 2. og 3. maj 1916 deltog L 20 med Stabbert og Schirlitz fra luftskibsbasen i Tønder på et bombetogt mod Middlesbrough og mod krigsskibe i Firth of Forth-fjorden, men fik motorproblemer i den hårde kuling fra sydøst og styrede op over Skotland og videre over Nordsøen mod krigsneutrale Norge.
Det lykkedes de 2 officerer at overleve ved at springe i Gandsfjorden ved Sandnes syd for Stavanger, hvor de svømmede i land.
Franz Stabbert holdtes interneret i et ½ år, men de øvrige slap tidligere fri.

## Nødlanding i England 24. september 1916
Natten mellem 23. og 24. september 1916 deltog L 33 med kaptajnløjtnant Alois Böcker og 1. officer Schirlitz i et stort bombetogt mod England, hvor 8 ældre zeppelinere angreb English Midlands  og de 4 ny super-zeppelin R-klasse L 31, L 32, L 33 og L 34 skulle angribe London.
L 33 var det første af luftskibene, som nærmede sig London og kastede 48 bomber over byens East End, ved Bow og Stratford, men over Bromley ramtes det af antiluftskyts, som rev hul på flere af gascellerne og kort efter kom et RAF B.E.2c biplan fra Royal Flying Corps' 39. eskadre lettet fra Hainault Farm (RAF Fairlop) og fløjet af newzealænderen Alfred Brandon, som skadede flere gasceller og punkterede benzin-tanken med sine brandbare patroner, men stadig udløstes ingen ild ombord.

L 33 nødlandede kl. 1.20 ved gården New Hall i Little Wigborough syd for Colchester. Alle 21 overlevede, men blev taget til fange efter at have skudt zeppelineren i brand.

Schirlitz blev holdt interneret i England helt indtil 3. december 1919.
Derimod blev L 32 med kommandant Werner Petersen 10 minutter inden L 33's nødlanding skudt i brand 30 km sydvest for ved Great Burstead.

## Karriere i mellemkrigstiden
Efter krigen sejlede Schirlitz med SMS Freya og SMS Friedrich Carl.
I 1936 blev han forfremmet til Fregattenkapitän mens han tjente som 1. officer på panserskibet Deutschland (1939 omdøbt til Lützow)
Fra 1938 til 1939 var han stabschef for inspektionen af marinens uddannelsesvæsen.

## Viceadmiral under 2. verdenskrig
Schirlitz var 1939-1940 stabschef for Operation Seelöwe med planlagt invasion af Storbritannien, der blev opgivet september 1940.
Han var også stabschef for befalingshaveren til sikring af Østersøen.
I 1942 udnævntes han som kontreadmiral og kommandant for søforsvaret i Bretagne. Året efter blev han kommanderende admiral for Atlanterhavskysten og forfremmet til viceadmiral. Den 20. august 1944 blev han samtidig fæstningskommandant for den store ubådsbase i La Pallice ved la Rochelle med 18.00 mand under sig. Ved at skrive La Rochelle-konventionen i 1944, sikrede han fred med 60.000 omkringboende franskmænd.

## Bosat i Kiel
Til sidst måtte Schirlitz kapitulere og kom 9. maj 1945 i fransk krigsfangenskab.
I oktober 1947 blev han af militærtribunalet i Bordeaux frifundet og løsladt.
Derefter fik Schirlitz arbejde i Kiel og gik der 1951 på pension.
Ernst Schirlitz døde 85 år gammel og blev begravet på Kieler Nordfriedhof.

## Hædersbevisninger
Schirlitz modtog 1914 Jernkorset, 1944 Tyske Kors og 1945 Jernkorsets Ridderkors.

## Eksterne links
- Leutnant zur See Schirlitz Arkiveret 31. oktober 2014 hos  Wayback Machine - zeppelin-museum.dk
- Vizeadmiral Ernst Schirlitz Arkiveret 25. oktober 2014 hos  Wayback Machine - deutsches-marinearchiv.de

1. ↑  L33 - Wigborough Arkiveret 25. oktober 2014 hos  Wayback Machine - 1914-1918.invisionzone.com
2. ↑  L33 - Zeppelin Arkiveret 25. oktober 2014 hos  Wayback Machine - theaerodrome.com
3. ↑  Zeppelin combat report - LZ 97 raid on London Arkiveret 25. oktober 2014 hos  Wayback Machine - ezeptalk.de
4. ↑  The L33 Raid: A game changer Arkiveret 22. december 2014 hos  Wayback Machine - aeroflight.co.uk
5. ↑  Zeppelin Souvenirs Arkiveret 25. oktober 2014 hos  Wayback Machine - trenchartofww1.co.uk
6. ↑  The Wreck of the L 33 Arkiveret 28. februar 2020 hos  Wayback Machine - Imperial War Museum (video)
7. ↑  The wrecked Zeppelins i Essex Arkiveret 9. januar 2015 hos  Wayback Machine - Imperial War Museum (video)